# 北京一号
北京一号是中华人民共和国成立后自主设计并建造的第一种客机，为轻型客机，由北京航空学院（今北京航空航天大学）师生于1958年设计、制造并试飞成功，但未能投入量产。

## 研制、建造及试飞过程
1958年，在中国共产党领导下，中国大陆各地开展了“大跃进”运动。北京航空学院的师生希望能为社会主义建设多做贡献，于1957年末提出了与航空航天有关的“北航十大工程”。当时中国上空还没有一架自己设计并生产的飞机，因而第一号工程（“北航一号”）就确定为设计、建造一架能飞上蓝天的自己的飞机。1958年2月，时任国务院总理周恩来批准了这个计划。
1958年6月初，北航成立以沈元副院长为主任委员的飞机试造委员会。在飞机系系主任王德荣的直接领导下，党总书记王敬明任“北航一号”领导小组总指挥，副系主任许建钺任生产长，徐鑫福任总设计师，俞公沼（前期）、张吉臣（后期）任副总设计师，张克明任主管设计师，常荣福任总工艺师，王云勃和汪一彭任副总工艺师，吴云书任总检师，饶国璋任副冶金工艺师等。在“北航一号”从设计到制造试飞中，所有问题，特别是重大问题，都提交到领导小组小组去解决。
学校建立了设计室和工艺室，分别下设13个设计组、3个生产准备车间和5个生产车间。经过组织和动员，参加“北航一号”的设计试制人员多达1800余人，其中，二三四五年级的学生有1159人，调干生76人，本校工人180人，校外人员116人，教师约116人以上。
1958年9月，飞机进入总装阶段。参加研制的师生和工人们都想多做工作，连休息睡觉都要把行李搬到车间，不分白天黑夜，战斗在工作岗位上。
1958年9月20日，飞机在北航体育馆总装完成，9月23日转场至首都机场（即今天的北京首都国际机场），准备首次试飞。同日，来到试飞准备现场的时任北京市委书记彭真提议将飞机命名为“北京一号”。
1958年9月24日北京时间10时，“北京一号”首次试飞成功。国务院第二办公室主任林枫、教育部部长杨秀峰、空军司令员刘亚楼、中共北京市委宣传部部长杨述以及北京市10多所高校师生3000余人参加了试飞典礼。首飞驾驶员是著名试飞员潘国定。
1958年10月1日，飞机被移交到中国民用航空局。
1958年10月28日，民航局又完成了该型飞机从北京到上海往返共2500千米航线的试飞，充分验证了飞机的性能。在1958年9月23日和11月19日之间，北京一号共进行了46次试飞，飞行累计29小时。

## 性能诸元
- 类型：小型支线客机
- 布局：全金属下单翼前三点式双发飞机
- 发动机：АІ-14Р型活塞发动机（x2）
- 驾驶员：2人
- 载客量：8人
- 机长：12.4米
- 翼展：16.4米
- 起飞重量：3000千克
- 最大巡航速度：312千米/小时[1]

## 结局
由于“北京一号”基本上为手工制造，很多地方不符合民航客机所需的安全标准，加上第一次庐山会议后，“大跃进”迅速降温，“北京一号”最终未能投入量产。

事实上20年后的运10也是栽在了安全标准上，而“八二工程”初期美方也因中国飞机零件不能通用而大为光火。事实一次次证明：手工制造的，零件不能通用的，落后的飞机制造工艺无法制造出对零件和整体结构稳定性要求极高的民用飞机。
中国现代化的、标准化的飞机制造工艺直到20世纪90年代才建设起来，随后才有五代机、大飞机、大运输机的出现。

## 意义和影响
“北京一号”作为北航1958届学生的毕业设计，培养了一批熟悉飞机设计建造工程的人才。
时任空军司令员刘亚楼在首飞典礼上说：“‘北京一号’能在100天内试制成功，不仅是新中国的创举，而且打破了世界航空发展史的先例。”航空院校制造飞机，是“党领导下的新中国出现的奇迹。”1958年9月25日，《人民日报》以头版新闻和半个第7版版面报道了北京一号首飞的有关新闻。

## 现状
“北京一号”共生产1架，现存于北京航空航天大学校内的航空航天博物馆。